# Жабув (Західнопоморське воєводство)
Жабув (пол. Żabów, нім. Sabow) — село в Польщі, у гміні Пижиці Пижицького повіту Західнопоморського воєводства.
Населення — 1329 осіб (2011).
У 1975–1998 роках село належало до Щецинського воєводства.

## Демографія
Демографічна структура станом на 31 березня 2011 року:
|          | Загалом | Допрацездатний вік | Працездатний вік | Постпрацездатний вік |
| -------- | ------- | ------------------ | ---------------- | -------------------- |
| Чоловіки | 700     | 163                | 485              | 52                   |
| Жінки    | 629     | 137                | 389              | 103                  |
| Разом    | 1329    | 300                | 874              | 155                  |